# Nemanthias
Nemanthias là một chi cá biển thuộc họ Cá mú. Chi này được lập ra bởi J. L. B. Smith vào năm 1954.

## Từ nguyên
Từ nemanthias được ghép bởi hai âm tiết trong tiếng Hy Lạp cổ đại: nêma (νῆμα; "sợi chỉ, len") và anthías (ἀνθίας; Anthias, chi điển hình của phân họ Anthiinae trong họ Cá mú), hàm ý đề cập đến hai gai vây lưng đầu tiên vươn dài ở N. carberryi.

## Phân loại học
Nemanthias vốn là chi đơn loài cho đến đầu năm 2022, có 5 loài từ chi Pseudanthias được chuyển qua đây do có cùng đặc điểm là các tia gai vây lưng đầu tiên vươn dài (đặc biệt ở cá đực) và vị trí phía trước của gốc vây lưng.

## Các loài
Tính đến hiện tại, có 6 loài được công nhận trong chi Nemanthias, bao gồm:
- Nemanthias bartlettorum (Randall & Lubbock, 1981)
- Nemanthias bicolor (Randall, 1979)
- Nemanthias carberryi Smith, 1954
- Nemanthias dispar (Herre, 1955)
- Nemanthias ignitus (Randall & Lubbock, 1981)
- Nemanthias regalis (Randall & Lubbock, 1981)